# Guàrdia de Fronteres
La Guàrdia de Fronteres: és una agència de seguretat nacional d'un país o Estat que està especialitzada en el control i la protecció de les fronteres, i en la seguretat de les fronteres nacionals del país. Algunes de les agències nacionals de guàrdia de fronteres també realitzen un servei de guardacostes, funcions de serveis de recerca i rescat, serveis migratoris i duaners.

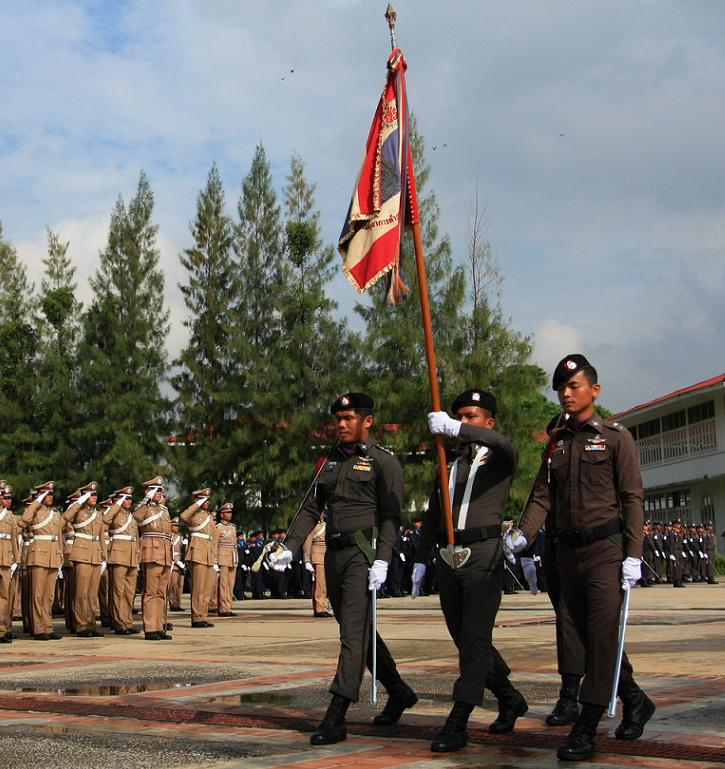
Presentació de la Policia Fronterera de Tailàndia

## Nom

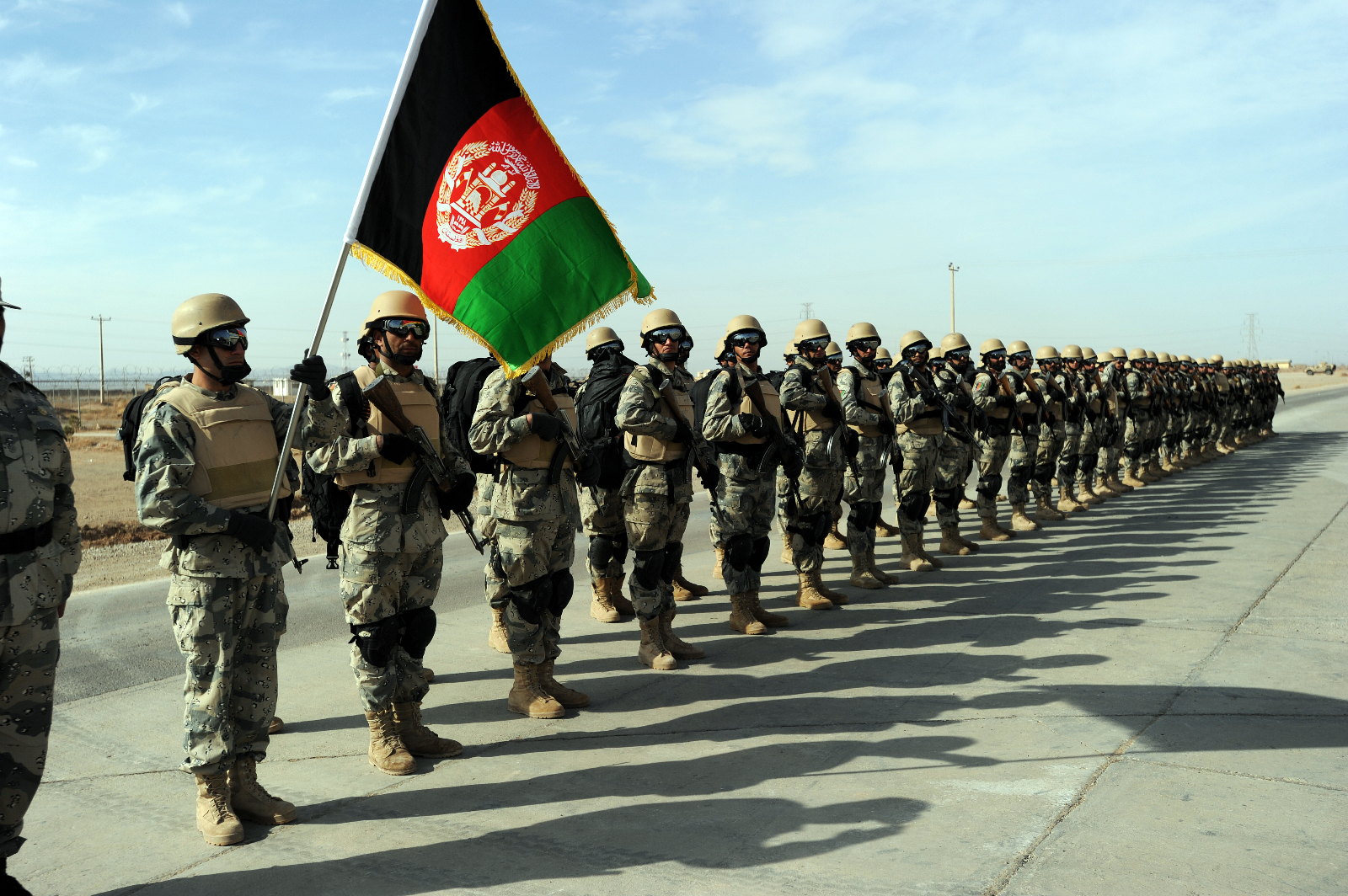
Policia de Fronteres de l'Afganistan en la Província d'Herat.

En diferents països, els noms dels serveis de guàrdia de frontera varien notablement. El servei pot ser anomenat "policia de fronteres", "guàrdia de fronteres" o "tropes de frontera". La majoria dels guàrdies de fronteres del món fan servir elements de color verd fosc en el seu uniforme, i porten les insígnies o banderes del seu país.

## Obligacions i funcions en temps de pau
En temps de pau, els guàrdies fronterers serveixen en diversos llocs fronterers i fan tasques de vigilància al llarg de les fronteres internacionals dels països per controlar i combatre el contraban, i evitar la infiltració d'espies, insurgents o criminals que intentin fer contraban d'armes i explosius, evitar possibles atacs terroristes o controlar la venda d'armes per part de bandes criminals.
La Guàrdia o Policia de fronteres també combat la inmigració il·legal, el narcotràfic, la tracta de persones i el crim organitzat. La guàrdia de fronteres surt a patrullar al llarg de la frontera per comprobar les entrades il·legals i per cercar qualsevol petjada de persones que poden haver creuat la frontera il·legalment. En cas que es confirmi l'entrada d'elements estrangers, és responsabilitat del guàrdia de fronteres basat en el lloc localitzar als intrusos revisant els assentaments propers, pobles i ciutats i informar als altres cossos de seguretat de la zona de l'entrada il·legal de possibles sospitosos en el territori.

### Funcions
- Controlar i custodiar la frontera d'una nació.
- Control de persones, vehicles, productes, béns i documents de viatge a les fronteres.
- Prevenció del pas il·legal de persones, vehicles, mercaderies i altres béns per la frontera.
- Controlar el transport d'articles prohibits i limitats (per exemple: armes, municions, drogues, substàncies tòxiques) en la frontera nacional.
- Supervisar i controlar l'observació dels permisos de residència dels estrangers i controlar el règim de visats.
- Evitar la circulació de mercaderies i altres articles per les fronteres nacionals, fer tasques de control duaner.
- Ajudar en les investigacions de casos relacionats amb delictes que han tingut lloc en la frontera nacional.
- Evitar que elements o organitzacions criminals estrangeres o nacionals facin servir la frontera per cometre actes delictius en el país.
- Evitar que els delicuents o les persones amb antecedents criminals entrin en el país per comentre delictes o per fugir de la justícia del seu país d'origen.
- Expulsar del país a delicuents nacionals o estrangers.
- La Guàrdia de Fronteres també pot fer tasques de control duaner i de control migratori regulades per la llei.
- Observació sistemàtica i permanent de l'espai fronterer de l'Estat, des de terra, mar o aire, per mitjans visuals, electrònics o altres mitjà modern de vigilància i protecció, amb el propòsit de detectar, alertar i / o impedir possibles violacions en el límit internacional; així mateix, implica la verificació i informe sobre el manteniment i conservació de les Fites fronterers.

- La Guàrdia de Fronteres també pot fer tasques de control agropecuari, seguretat alimentària i control sanitari delegades per llei.
- Intercanviar tot tipus d'informació i cooperar amb altres organismes nacionals i homòlegs d'altres països, així com amb organitzacions internacionals especialitzades en matèria migratòria, control de fronteres, control duaner, control sanitari, control fitosanitari i seguretat per a coadjuvar en la implementació d'accions contra el tràfic il·lícit de migrants, tràfic il·lícit d'animals de tota mena, contraban, el tràfic de persones, els delictes relacionats amb el crim organitzat transnacional, el terrorisme, el tràfic il·legal d'armes i explosius, corrupció, narcotràfic i contra el desviament, per a fins il·legals, de mercaderies de doble ús i altres activitats relcioanadas o connexes

## Obligacions i funcions en temps de guerra
En temps de guerra, el guàrdia de fronteres es retira de les bases frontereres i ofereix assistència a l'Exèrcit regular del seu país, s'ocupa de vigilar les bases en la frontera internacional amb el país enemic. L'assistència en temps de guerra de la Guàrdia de Fronteres a l'Exèrcit és essencial, ja que estan familiaritzats amb el terreny local que patrullen diàriament en temps de pau. Durant les guerres, els indrets avançats fronterers esdevenen posicions ben fortificades des d'on les unitats regulars de l'Exèrcit poden operar per defensar la integritat territorial del país contra l'enemic.

## Països

### Afganistan
La Policia de Fronteres de l'Afganistan és l'estament de seguretat estatal afganès encarregat de la protecció dels 5.529 quilòmetres de les fronteres terrestre de l'Afganistan amb els països veïns i de tots els seus aeroports internacionals. També és l'encarregat d'administrar i dirigir els serveis d'immigració com la comprovació dels documents als estrangers que ingressen al país o de la deportació d'aquests. Els esforços antinarcóticos del P.F.A. són una preocupació important de la comunitat internacional en l'actualitat. El P.F.A i les forces regulars de la Policia Nacional de l'Afganistan patrullen conjuntament un corredor de 55 km al llarg de la frontera de l'Afganistan amb el seu veí Pakistan especialment la més llarga i porosa Línia Durand en el sud-est.

### Alemanya

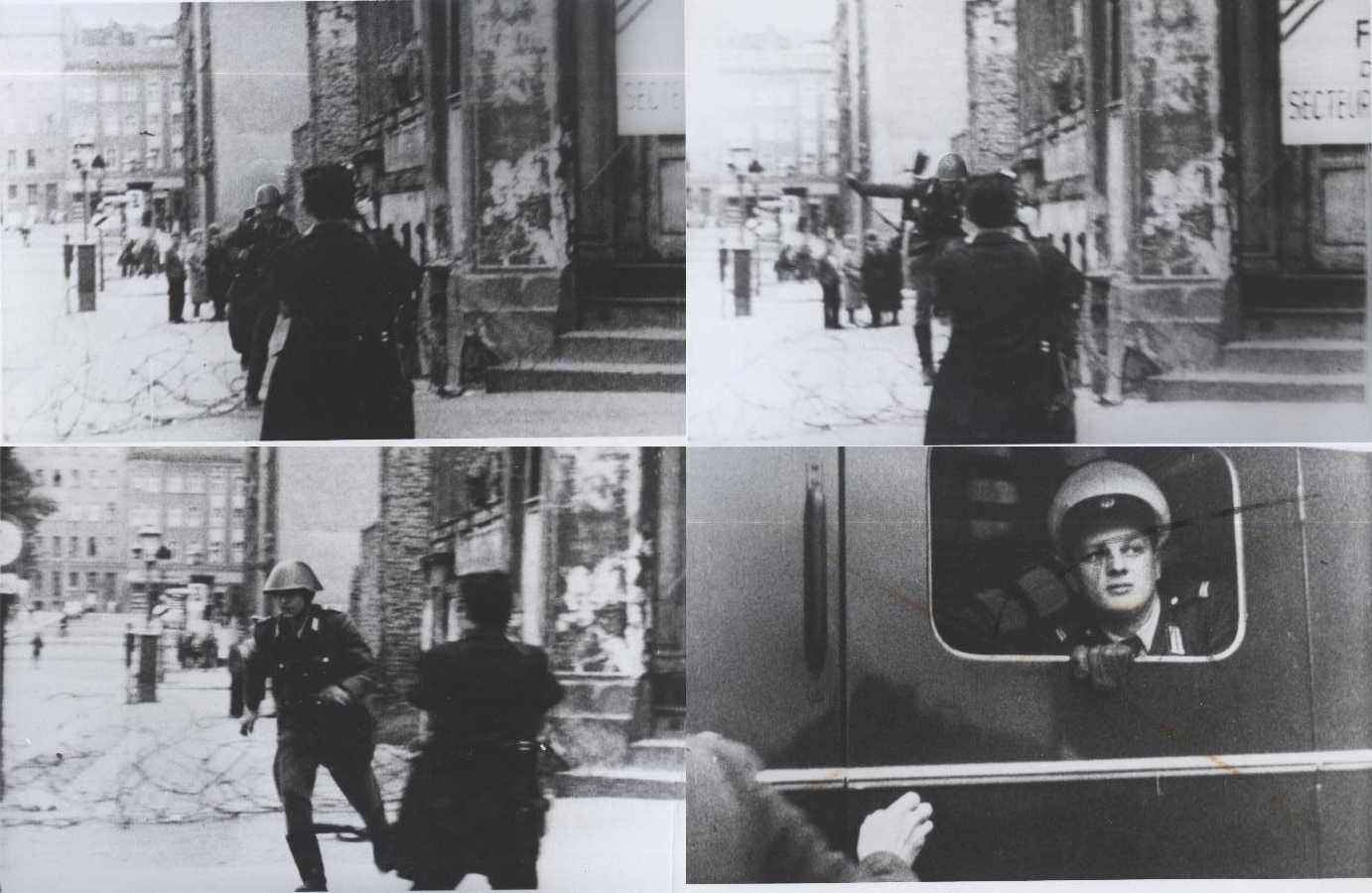
El Guàrdia Fronterer d'Alemanya Oriental Conrad Schumman escapant a Berlin Occidental en 1961

Policia Federal Alemanya és l'ens encarregat de la Seguretat fronterera, (Grenzpolizei o Grepo) per incloure control de passaports i la provisió de serveis de guardacostas al llarg de les costes de 2389 quilòmetres1 d'Alemanya.

### Armènia
La Guàrdia Fronterera armènia és una branca de les Forces Armades d'Armènia que s'encarrega de la vigilància de les fronteres d'aquell país.

### Argentina

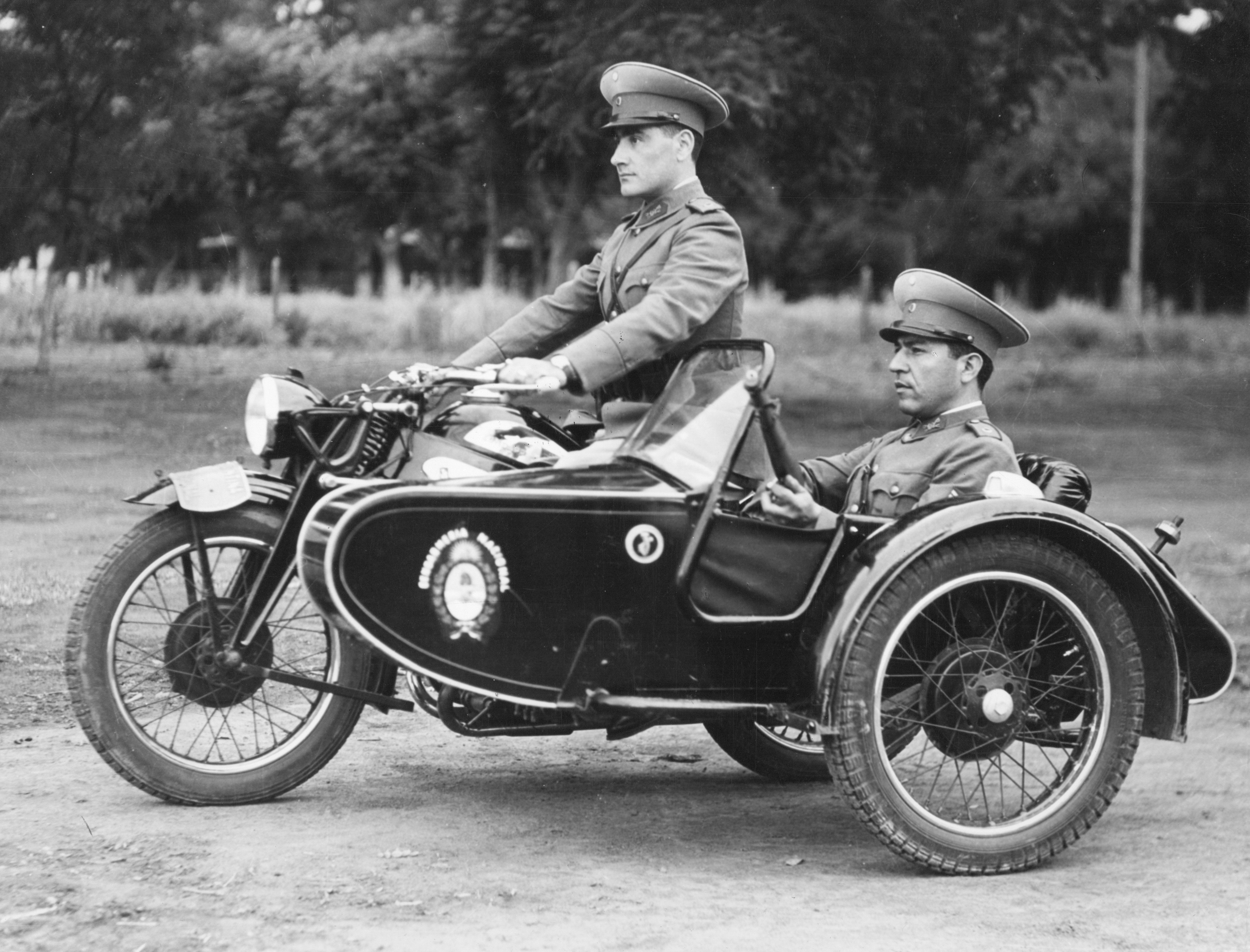
Oficials de GNA amb motocicleta i sidecar cap als anys 1940.

Gendarmería Nacional Argentina (GNA) és una Força de Seguretat de la República Argentina.

Bandera de la GNA.

En l'àmbit de la Seguretat Interior: satisfer les necessitats de l'Estat Nacional, en matèria de Policia de Seguretat i Judicial en el Fur Federal i Policia de Prevenció i Repressió d'infraccions a lleis i decrets especials.En Defensa Nacional executant el control i vigilància de fronteres i la custòdia d'objectius estratègics en forma permanent.
I en l'àmbit de la Política Exterior de la Nació participar en missions de pau i Seguretat de les Nacions Unides i custodiar persones i béns de l'Estat Nacional en l'exterior (Decret 1184/97).

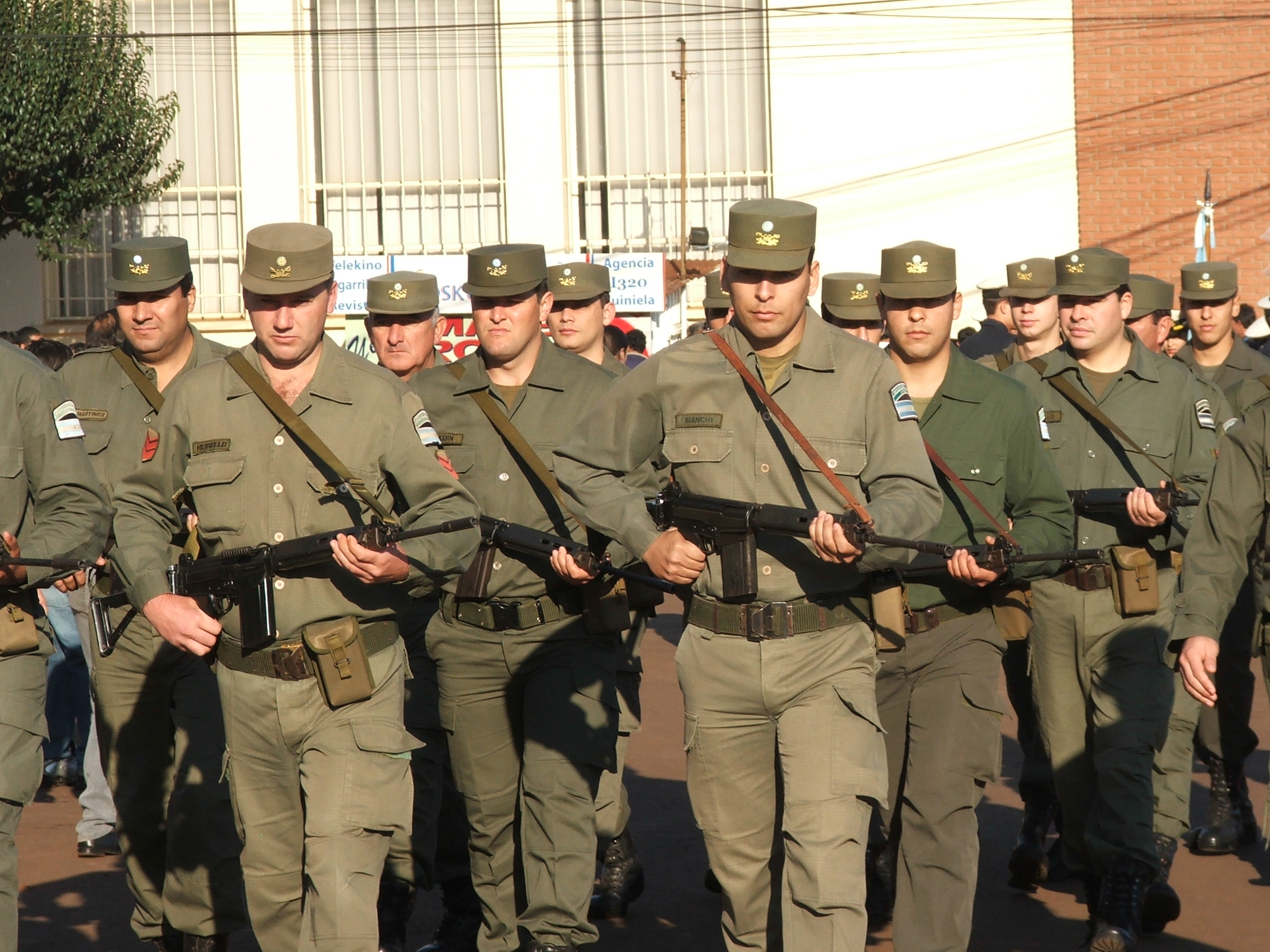
Personal de GNA a la ciutat de Oberá, Missions.

En aspectes inherents a la Seguretat Interior, combat el delicte i desenvolupa activitats tendientes a eliminar els veritables factors del narcotràfic, terrorisme, crim organitzat, alteracions a l'ordre públic, seguretat viària, migracions i duana, protecció ambiental, i sanitat vegetal i animal.

### Austràlia

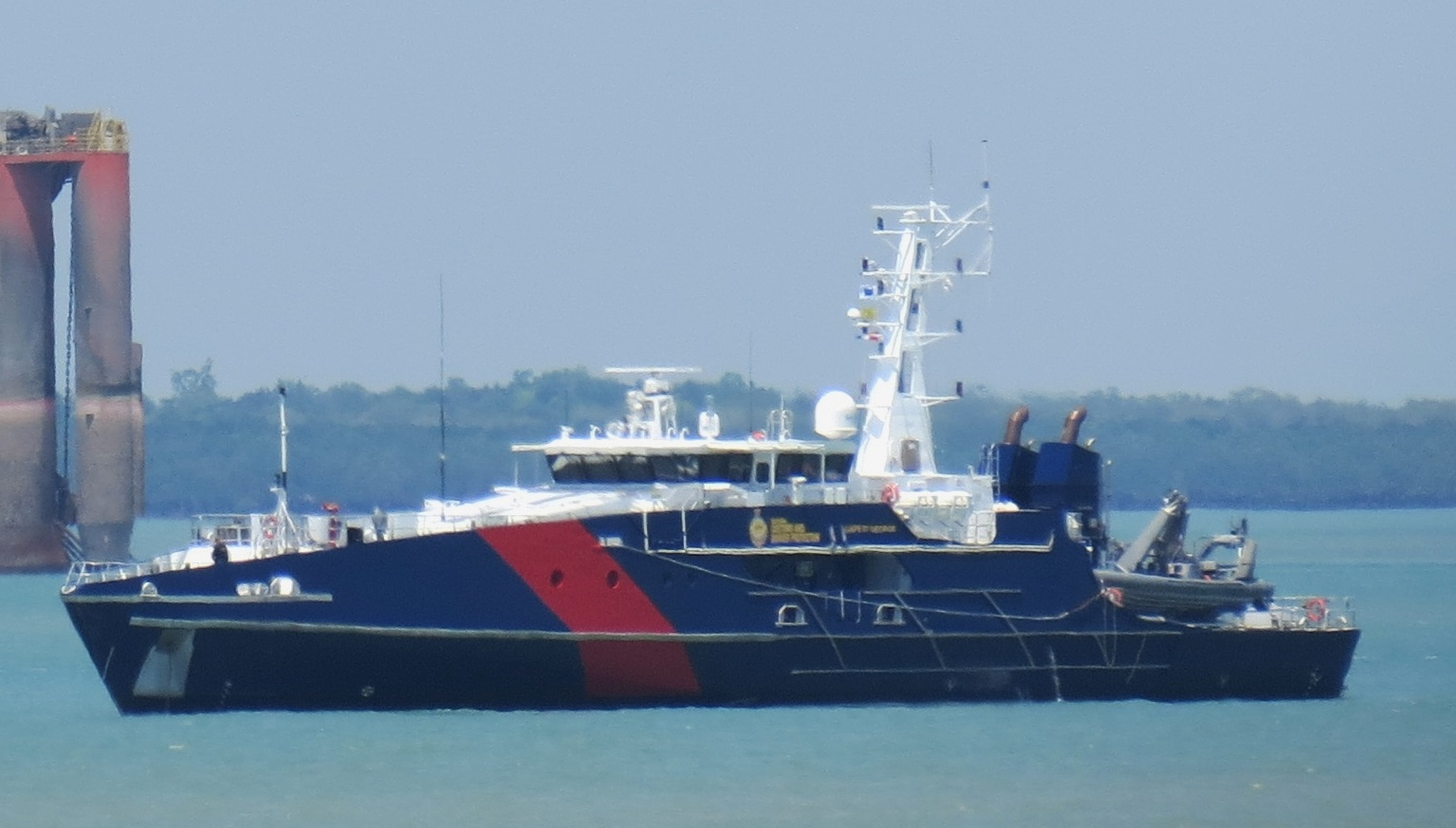
Buc utilitzat per la Força Fronterera Australiana

La Força Fronterera d'Austràlia (ABF), és una part del Departament d'Immigració i Protecció Fronterera, responsable de les operacions de control fronterer i en terra a les fronteres, recerques, compliment i detenció a Austràlia. La Força va ser establerta l'1 de juliol de 2015 fusionant el Servei de Duanes i Protecció Fronterera d'Austràlia amb les funcions de detenció i compliment d'immigració del Departament d'Immigració i Protecció Fronterera. La ABF és una agència d'aplicació de la llei que opera sota la Llei de la Força Fronterera d'Austràlia 2015 amb poders legislatius ampliats incloent la introducció d'oficials jurats. Un nou uniforme va ser introduït i després de la transició hi havia augment en el nombre d'oficials autoritzats per portar les armes de foc. A partir de 2016, aproximadament el 15% de la Força rebrà capacitació en armes de foc que augmentarà en 2020 a menys del 25%. El Ministre d'Immigració Scott Morrison MP va anunciar l'establiment de la Força el 9 de maig de 2014 per basar-se en un híbrid del model de la Força Fronterera del Regne Unit.

### Bangladesh

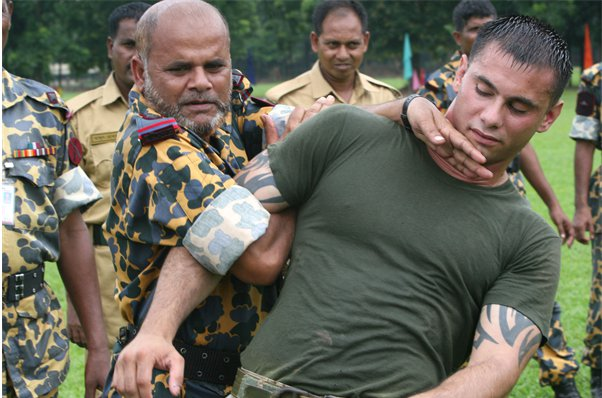
Entrenament entre un guàrdia fronterer de Bangladés i un Marine dels Estats Units

Guàrdia Fronterera de Bangladesh és una força paramilitar que té la responsabilitat de defensar la frontera de 4.427 quilòmetres (2.751 milles) del país. És la primera línia de defensa de la nació. Guàrdia Fronterera de Bangladesh té un passat il·lustre amb riques tradicions i una notable història militar que abasta més de dos segles. En temps de pau, aquesta força de seguretat també és responsable de les operacions de lluita contra el contraban, la recerca de la delinqüència transfronterera i l'ampliació de l'autoritat governamental a zones remotes i aïllades. De tant en tant, la Guàrdia Fronterera també ha estat cridat a ajudar a l'administració en el manteniment de la llei interna i ordre, el socors i el treball de rehabilitació després de qualsevol tipus de desastre natural. Durant el temps de guerra Guàrdia Fronterera està sota el control del Ministeri de Defensa com una força auxiliar per a l'Exèrcit de Bangladesh.

### Brasil
A Brasil, la policia fronterera és exercit pel Departament de Policia Marítima, aeroports i fronteres (DPMAF) de la Policia Federal de Brasil.

### Canadà
Agència de Serveis Fronterers del Canadà (ASFC) és una agència federal canadenca responsable de la vigilància de les fronteres, la immigració i els serveis duaners. L'Agència va ser creada el 12 de desembre de 2003.

### Costa Rica
La Policia de Fronteres de Costa Rica és l'ens encarregat de la vigilància de les fronteres ticas.

### República Txeca
El Servei de Policia de Extranjeria de la República Txeca és una unitat altament especialitzada de la policia de la República Txeca, que exerceix funcions relacionades amb la detecció de la migració il·legal, l'aplicació de mesures punitives contra els estrangers que romanen en la República Txeca en violació de la llei núm. 326/1999 Coll. Sobre la residència d'estrangers en la República Txeca i la modificació de determinades lleis, en la seva forma modificada, de les obligacions derivades dels acords internacionals i de la legislació comunitària directament aplicable i la resolució dels crims comesos en relació amb l'encreuament de la frontera estatal i la delinqüència transfronterera. El Servei de Policia d'Estrangeria va ser establert pel Ministeri de l'Interior n. 67/2008 que estableix unitats de la Policia de la República Txeca en tot el país.

### Egipte
La Guàrdia Fronterera egípcia està sota el control del Ministeri de l'Interior (Egipte). La Guàrdia de Fronteres d'Egipte és una unitat paramilitar lleugerament armada d'uns 25.000 efectius, responsable de la vigilància fronterera, el manteniment general de la pau, la lluita contra el narcotràfic i la prevenció del contraban. A finals de la dècada de 1980, la força estava equipada amb sensors remots, binoculars de visió nocturna, vehicles de comunicacions i llanxes d'alta velocitat.

### Espanya
La Guàrdia Civil és responsable de la protecció de les fronteres. També hi ha un servei especialitzat del Departament de Duanes i Impostos Especials, el Servei de Vigilància Duanera, que té algunes funcions generals de guàrdia fronterera.

### Estats Units d'Amèrica

Bandera

La Patrulla Fronterera dels Estats Units (en anglès United States Border Patrol o O.S. Border Patrol) La missió prioritària de la Patrulla Fronterera és impedir que els terroristes i armes terroristes, incloses les armes de destrucció massiva entrin als Estats Units. La patrulla Fronterera dels EUA és una branca dels components més grans i complexes del Departament de Seguretat Nacional, amb la missió prioritària de mantenir terroristes i les seves armes fora dels EUA. També té una responsabilitat per a la seguretat i facilitació del comerç i els viatges al mateix temps que aplica té centenars de Regulacions dels EUA, inclosa la immigració i la les lleis sobre drogues.

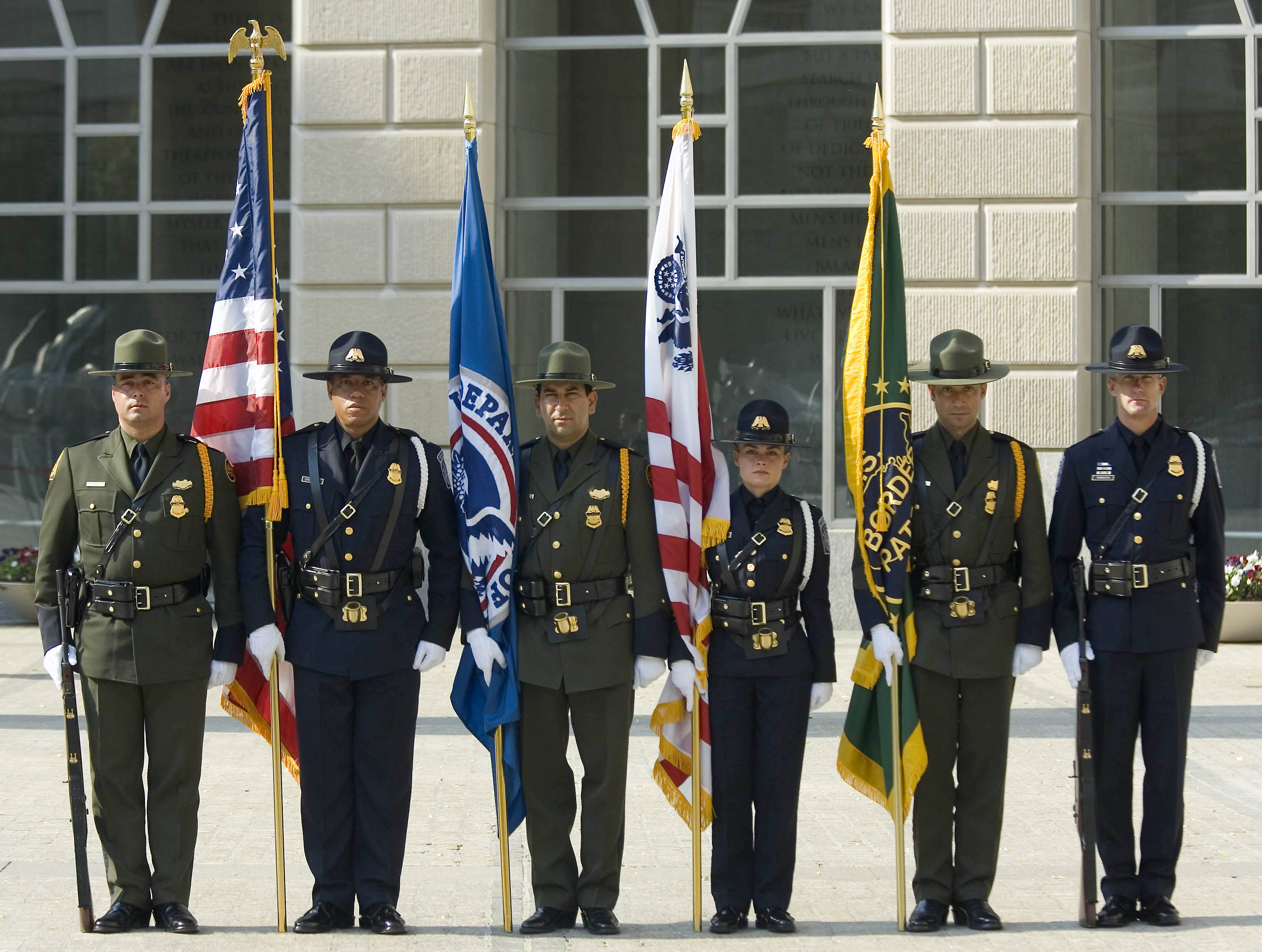
Oficials del CBP i la Patrulla Fronterera en un acte de cerimònia en 2007

L'Oficina de Duanes i Protecció Fronterera dels Estats Units (O.S. Customs and Border Protection, CBP) és una agència del Govern dels Estats Units. La CBP protegeix contra narcotràfic, terrorisme, i tràfic il·legal de persones. També té competència en el comerç legítim i immigració legítima. Té més de 52.000 empleats, incloent més de 22.000 funcionaris i especialistes en agricultura, més de 17.000 tropes de frontera, i 1.000 agents de l'aire i agents marins. Té la seu a Washington, DC.

### Finlàndia

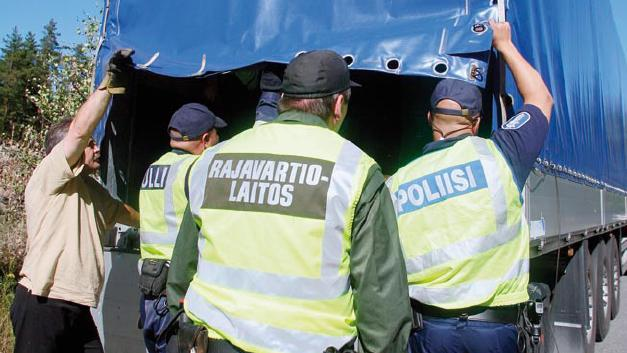
La policia i la Guàrdia Fronterera tenen una estreta col·laboració.

La Guàrdia Fronterera Finlandesa (finès: Rajavartiolaitos) és l'Agència de seguretat nacional encarregada de la seguretat de les fronteres de Finlàndia. És una organització militar, subordinada al Ministeri de l'Interior en qüestions administratives, i al President de la República en qüestions relatives a l'autoritat del president com a comandant en cap, tals com el nomenament d'oficials. La Guàrdia consta d'11.600 efectius, entre homes i dones, a més de 500 reclutes que no participen en tasques de vigilància en temps de pau. En cas de conflicte, el seu personal seria incorporat totalment o parcialment al gruix de les Forces Armades de Finlàndia, i es cridaria a files a aquells que haguessin complert el servei militar en aquest cos.

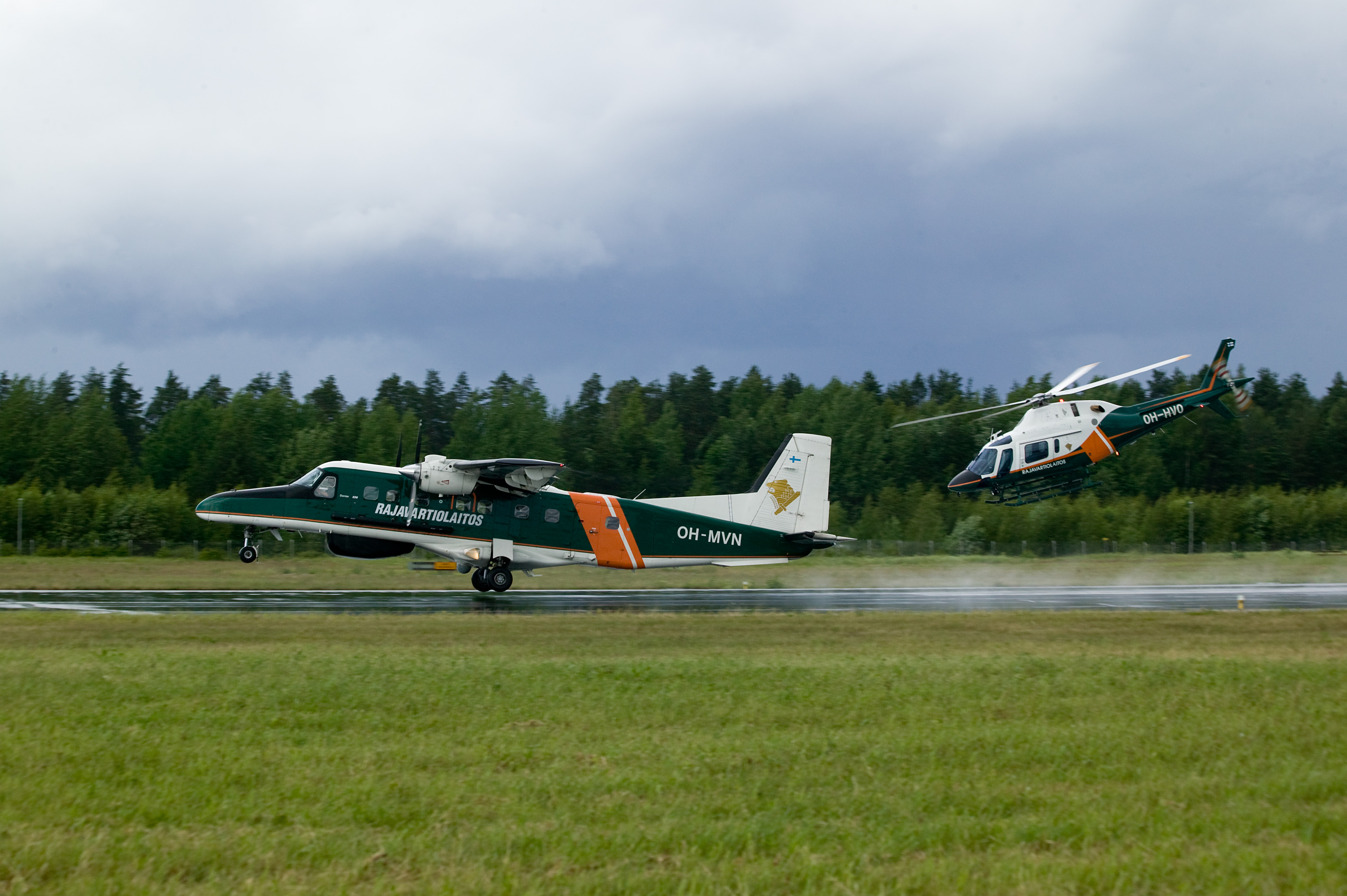
avioneta de la Guàrdia Fronterera Finlandesa un Dornier Do 228 i un Helicòpter Agusta A119 Coala.

### França

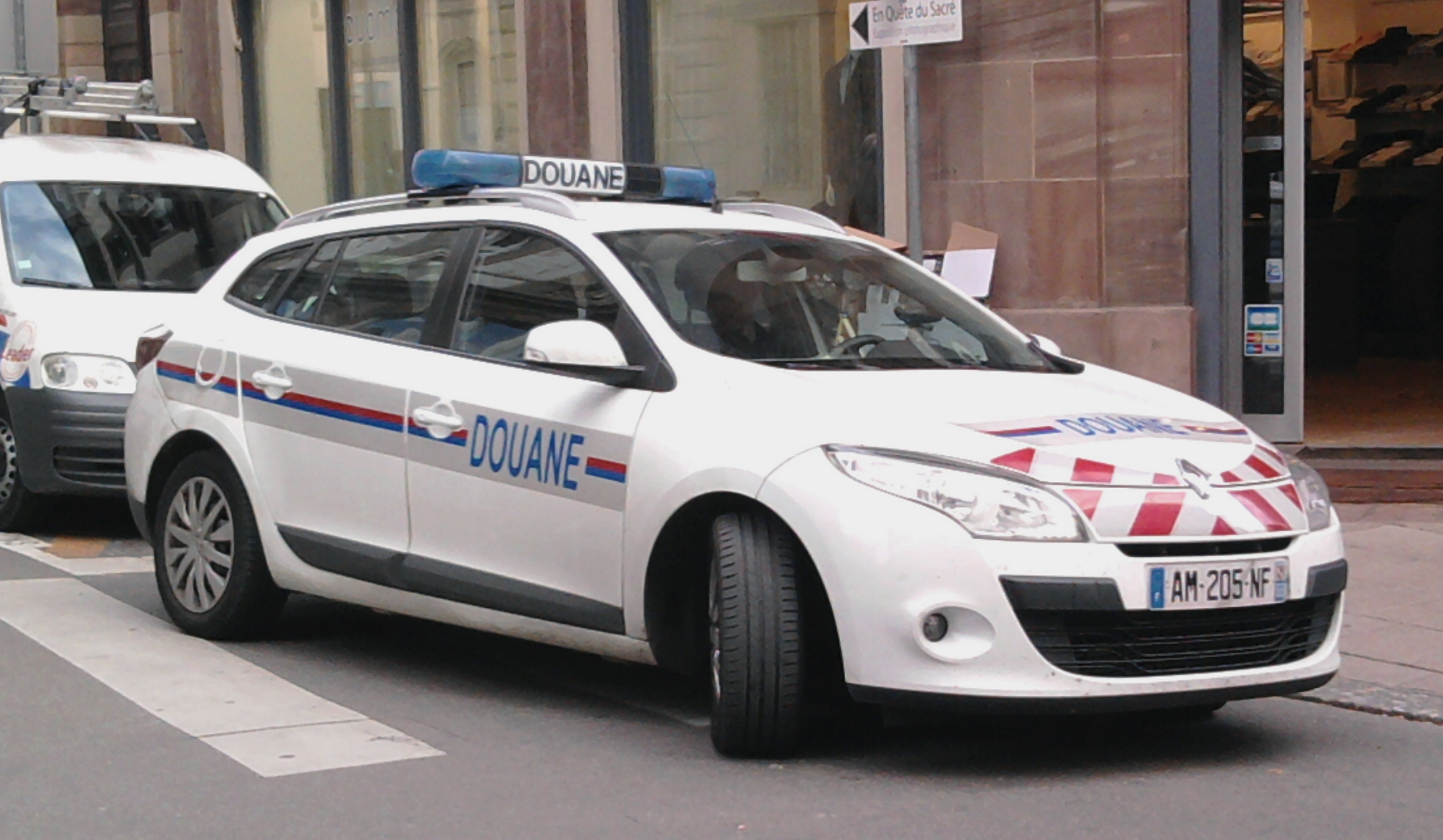
Renault Mégane dels Douanes

La Direcció general de Duanes i Impostos Indirectes (DGDDI), comunament coneguda com els douanes, és una agència policial francesa encarregada de recaptar impostos indirectes, prevenir el contraban, vigilar les fronteres i investigar la falsificació de diners. L'agència actua com una guàrdia costanera, guàrdia de fronteres, organització de rescat marítim i un servei de duanes. A més, des de 1995 l'Agència ha substituït a la Policia de Fronteres perquè realitzi el control de la immigració en els punts de control fronterers més petits, en particular a les fronteres marítimes i en els aeroports regionals. La Direcció general està controlada pel Ministeri d'Economia, Indústria i Ocupació del Ministeri de Pressupostos, Comptes Públics i Administració Pública (francès: Ministère du Budget, des Comptes publics et de la Fonction publiqui).Normalment es coneix simplement com "la douane", als oficials individuals se'ls coneix com a "douaniers" i és un Servei Armat.

### Ghana
La Unitat de Guàrdia de Fronteres (UGF) és una unitat de guàrdia de fronteres de seguretat nacional i paramilitar de la Divisió de Serveis Duaners i de Serveis Preventius de l'Autoritat d'Ingressos de Ghana i les Forces Armades de Ghana. Establert a l'octubre de 1964, és una de les branques forces armades de Ghana. BGU paper principal és de guàrdia de fronteres i patrullar les fronteres internacionals de la península de Ashantiland en temps de pau i també prevenir la delinqüència transfronterera. El UGF, que es compon de personal militar, batallons, forces especials, homes granotes i com totes les forces armades de Ghana, està sota el control administratiu de la Divisió de Serveis Duaners i de Serveis Preventius de l'Autoritat d'Ingressos de Ghana. BGU és una agència policial de Ghana. La Unitat de Guàrdia de Fronteres (UGF) és legalment una criatura de, La Llei de Seguretat (Llei 202) 1963, La Llei de Servei d'Immigració de 1963, PNDCL 226 de 1989. i El Servei de Duanes, Impostos i Preventius) Llei 1993, PNDCL 330. A més, la BGU aplica altres lleis i reglaments que estableixen la manera de funcionament i les sancions per les diverses infraccions 

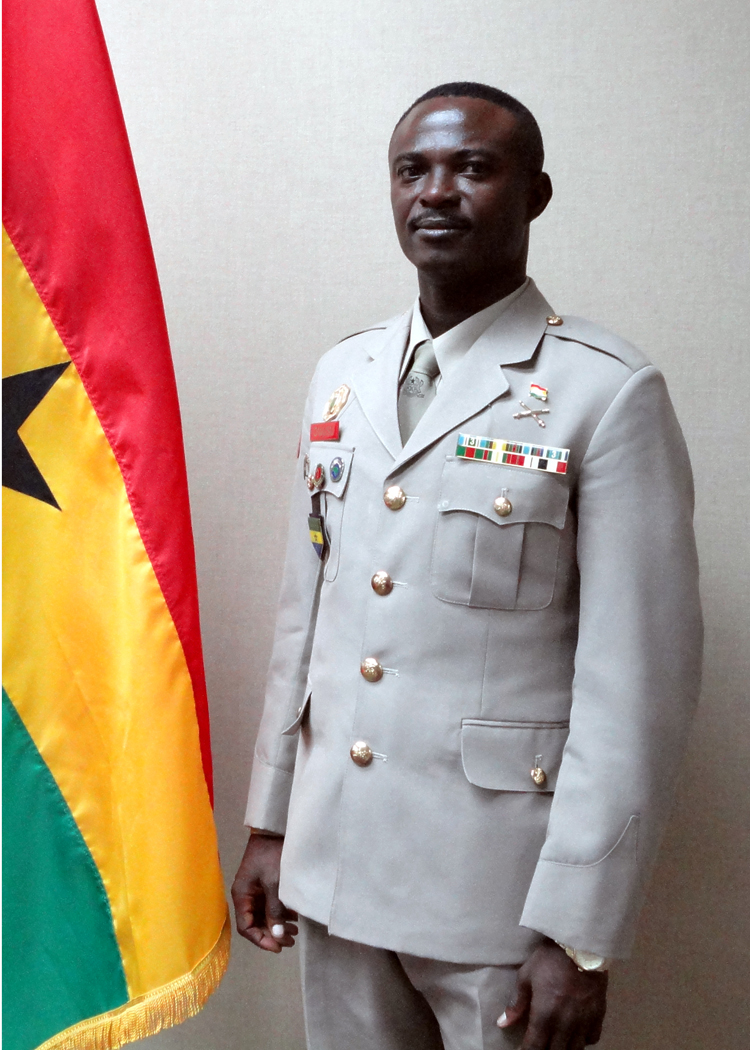
Dickson Owusu, Suboficial Principal i actual Director General de la UGF (Unitat de Guàrdies de Fronteres) de Ghana.

### Kirguizstan
Les Forces Frontereres del Kirguizstan són la guàrdia fronterera del Kirguizstan. L'organització és comandada pel ministeri d'interior del país, oficialment és part de les forces armades del Kirguizstan.

### Índia

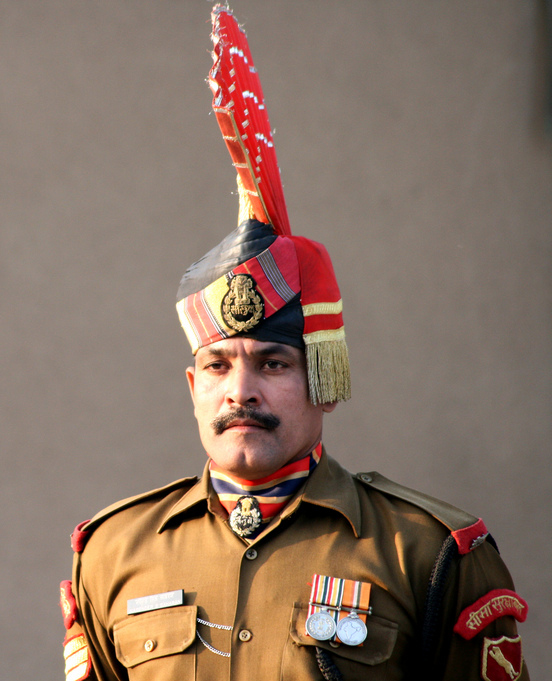
Soldat de la Força de Seguretat Fronterera en uniforme cerimonial

La Força de Seguretat Fronterera (BSF) és la principal agència de patrulla fronterera del Govern de l'Índia i actualment és la major Guàrdia de Fronteres del món. Establerta l'1 de desembre de 1965, és un component de les forces paramilitars de l'Índia (PMF) I la seva funció principal és protegir les fronteres internacionals de l'Índia durant els temps de pau i també prevenir la delinqüència transnacional. Igual que la majoria de les unitats paramilitars de l'Índia, el BSF està sota el control administratiu del Ministeri de l'Interior i està encapçalat per un funcionari del Servei de Policia de l'Índia. És una de les moltes agències d'aplicació de la llei de l'Índia.
La Policia Fronterera Indus-Tibetana (ITBP) és una força paramilitar índia concebuda el 24 d'octubre de 1962 per a la seguretat al llarg de la frontera de l'Índia amb la Regió Autònoma del Tibet de la Xina, frontera que cobreix 2115 quilòmetres.

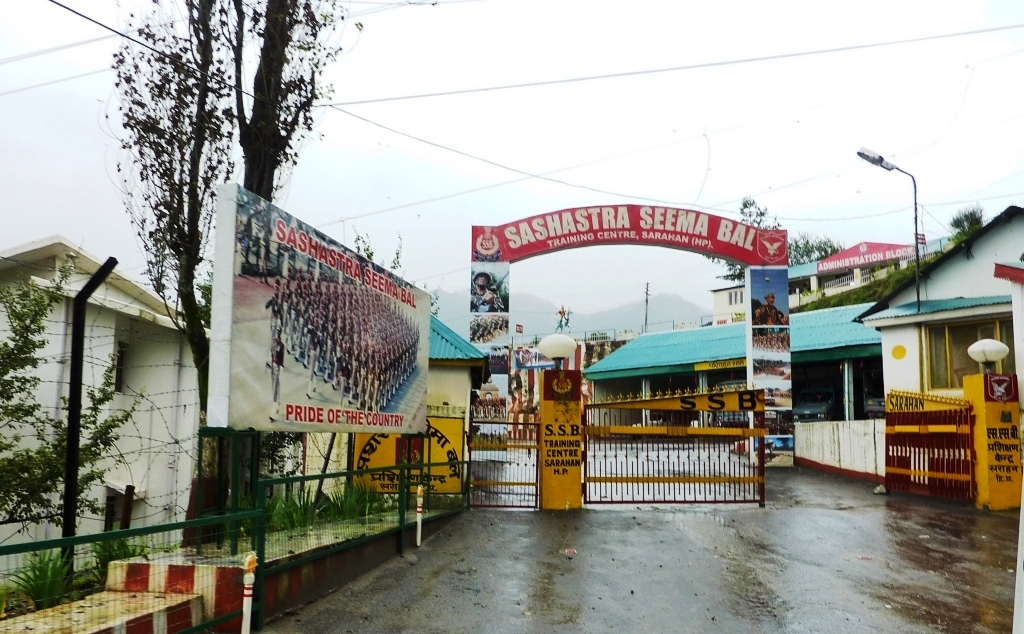
Centre de Entranmiento de Sashastra Seema Bal Sarahan, Himachal Pradesh, Índia

El Sashastra Seema Bal és el Cos de Seguretat de l'Índia que protegeix les fronteres amb Nepal i Bhutan
La força especial de la frontera (SFF) és una força paramilitar especial de l'Índia creada el 14 de novembre de 1962. El seu objectiu principal era conduir originalment operacions encobertes darrere de línies xineses en l'esdeveniment d'una altra guerra Sinó-índia.Basat en Chakrata, Uttarakhand, la força va ser posada sota supervisió directa de l'oficina d'intel·ligència, i més endavant, l'ala de la recerca i de l'anàlisi, agència d'intel·ligència externa de l'Índia. Actualment s'encarrega de la defensa de la frontera amb Xina.

### Israel

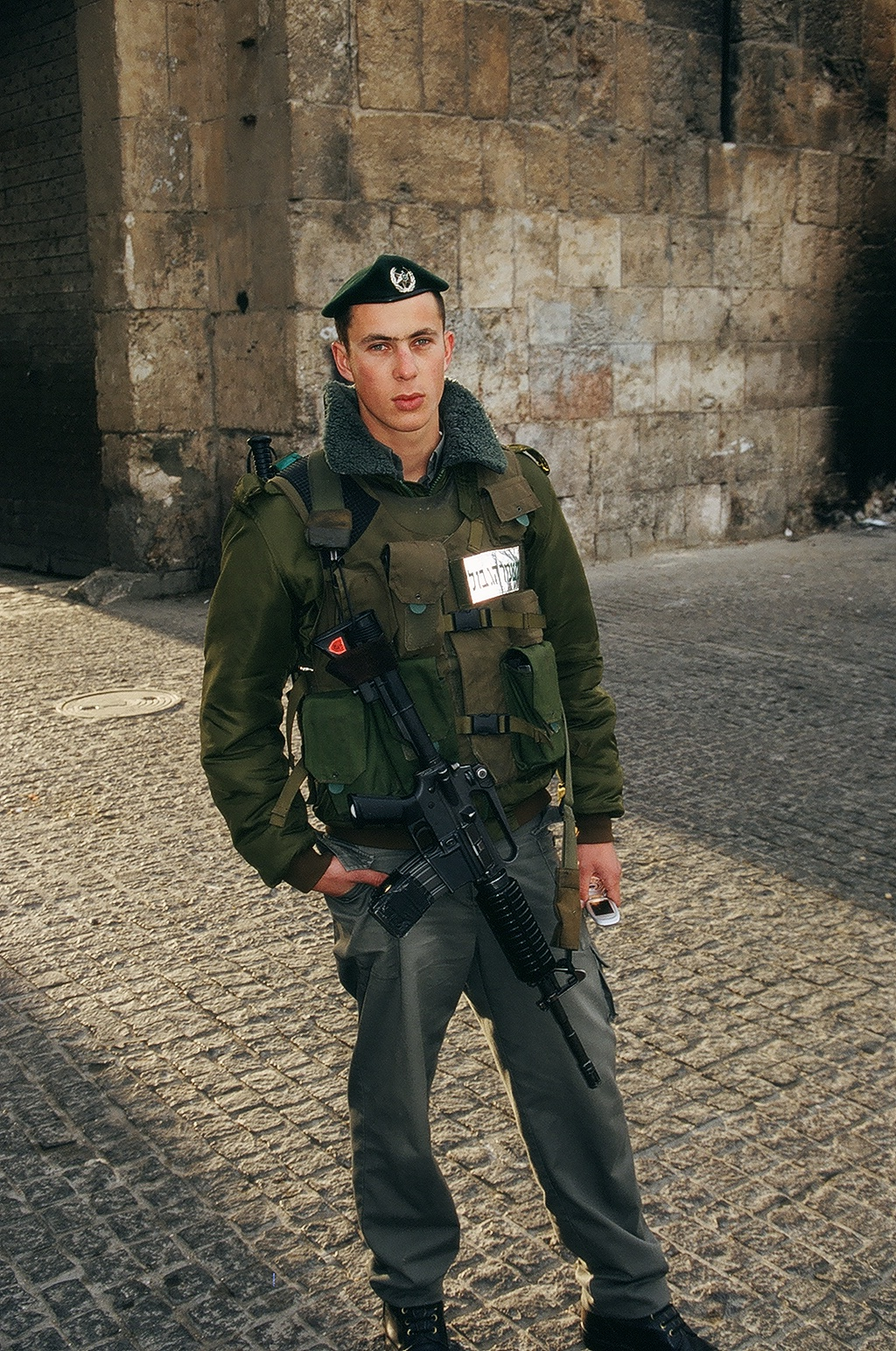
Un policia de frontera israeliana.

La Policia de Fronteres d'Israel (en hebreu: משמר הגבול, Mishmar HaGvul) és també coneguda com (Magav, מג"ב) és una branca de la policia israeliana encarregada de la vigilància fronterera. La Magav va ser creada en l'any 1949, com a cos policial dependent de les Forces Armades, amb la missió de vigilar les zones rurals i les fronteres. La Policia de Fronteres es va ocupar de la seguretat dels nous assentaments i d'evitar la infiltració de ciutadans palestins, especialment a través de les fronteres amb Egipte i amb Jordània. En els darrers anys, també ha participat en operacions antiterroristes i en les revoltes com la Intifada d'Al-Aqsa.

### Iran

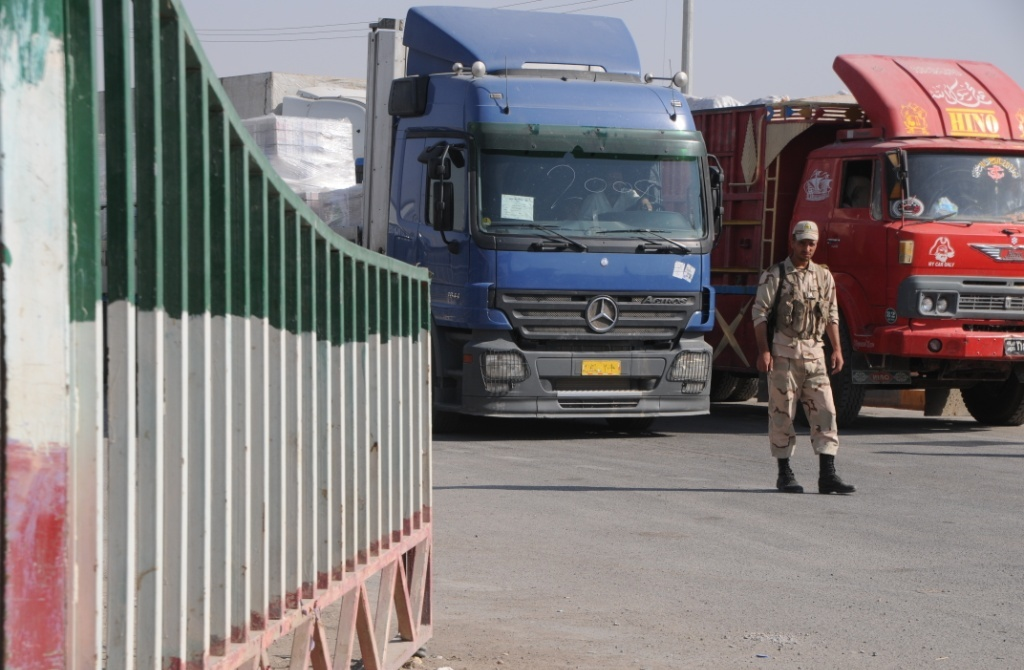
Guàrdia de Fronteres irani a la frontera amb iraq

El Comando de la Guàrdia de Fronteres de la República Islàmica de l'Iran és l'única agència responsable de la patrulla i el control fronterer, actuant sota la Força d'Aplicació de la Llei (que és part de les Forces Armades d'Iran) des de l'any 2000. El control dels punts d'entrada en els aeroports és realitzat pel Cos de la Guàrdia Revolucionària Islàmica.

### Itàlia
La Guàrdia di Finança (en català: Guàrdia Financera) és una força especial de policia que forma part de les Forces Armades d'Itàlia. És un cos militar dependent directament del Ministre d'Economia i de Finances i del servei de seguretat pública del Ministeri de l'Interior. Desenvolupa tasques de policia judicial i seguretat pública en l'àmbit econòmic i financer. La Guàrdia di Finança és una força armada i té una gran flota aèria i naval per al control de les fronteres italianes. A més té una llarga història militar i ha participat en ambdues guerres mundials.

### Irlanda
L'Oficina Nacional d'Immigració de la Garda (GNIB) és una unitat de la Garda Síochána, la policia nacional d'Irlanda. El GNIB és responsable de l'execució de les ordres de deportació, la recerca de les denúncies de tracta de persones, la recerca de les escoles d'idiomes, la lluita contra la immigració il·legal i el control fronterer. També brinda suport i assistència als oficials d'immigració de Garda en tota la Republica d'Irlanda

### Panamà
Senafront és l'ens encarregat de la proteccion de la frontera terrestres panamenyes.

### Portugal
Servei d'Estrangers i Fronteres (SEF) és un servei de seguretat i un cos de policia criminal de Portugal, dins del Ministeri de l'Interior, la missió del qual és el control de fronteres i estrangers, l'estudi dels moviments migratoris, per posar en pràctica la política d'immigració i l'asil Portugal, de conformitat amb el que es disposa en la Constitució, la llei i les directrius del govern.

### Polònia
La guàrdia fronterera polonesa (la polonesa Straż Graniczna, també abreujada com SG) és una agència de seguretat estatal encarregada de patrullar la frontera polonesa. Va existir en la segona època de la República de 1928 a 1939 i va ser restablit en la moderna Tercera República en 1990, entrant en funcionament a l'any següent. Durant l'era comunista que va durar de 1945 a 1989, el paper del guàrdia de frontera va ser dut a terme per l'Exèrcit de la Guàrdia de Fronteres (Wojska Ochrony Pogranicza).

### Regne Unit
Els serveis de guàrdies fronterers són proporcionats per la Força Fronterera (Border Force). L'agència és responsable dels controls de visat, els controls de passaports i l'aplicació duanera en els ports d'entrada en el Regne Unit, els casos penals, l'aplicació d'immigració a l'interior.

### Rússia
El Servei de Guàrdies de Fronteres de Rússia és (des de 2003) una agència del Servei Federal de Seguretat. L'agència es considera un successor directe de les tropes frontereres soviètiques i celebra regularment l'aniversari de la fundació d'aquest últim (28 de maig de 1918). Aquest esdeveniment anual, conegut com el Dia de Guàrdies de Frontera, és celebrat cada any pels guàrdies en el servei actiu, així com exmilitars a Moscou i en tot el país.

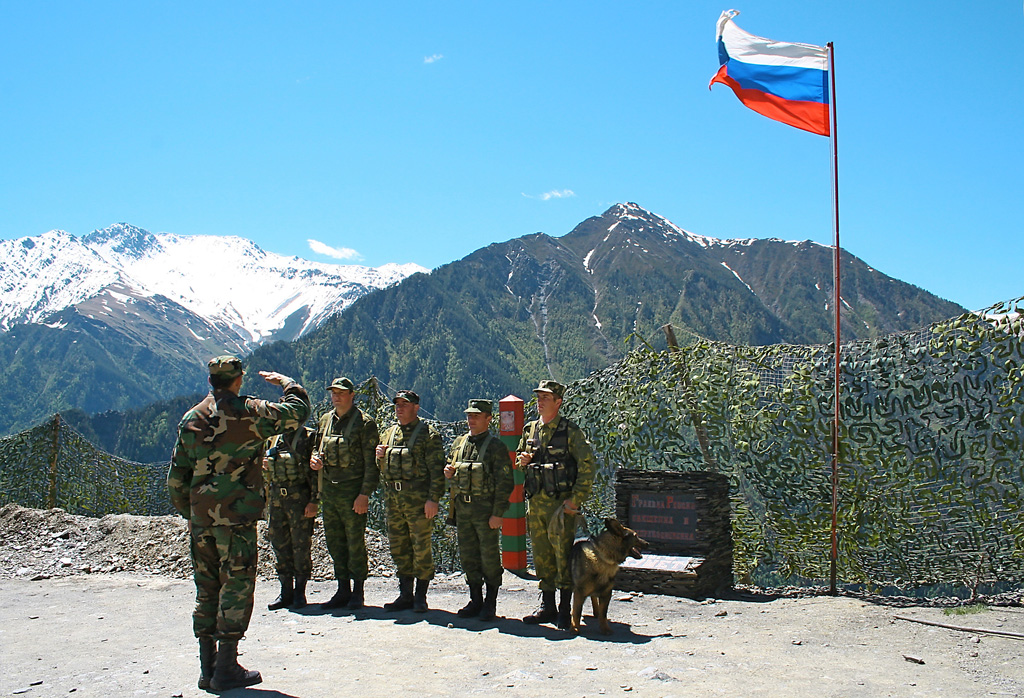
guàrdia fronterera russa en Dagestan, Rússia

### Macedònia del Nord
La policia fronterera de Macedònia del Nord és una unitat de la policia de la llei que supervisa i protegeix les fronteres macedònies.

### Singapur
L'autoritat d'immigració i dels punts de comprovació (abreviatura: ICA) és part del Ministeri de l'Interior del govern de Singapur. L'organització està a càrrec de la immigració, passaports de Singapur, targetes d'identitat, registre de ciutadà (naixement i mort), serveis de residents permanents, duanes, atorgament de permisos a estrangers com a passades de visites, vises i passades d'estudiant. El ICA també s'encarrega de salvaguardar les fronteres de Singapur. Garanteix que el moviment de persones, mercaderies i mitjans de transport a través dels llocs de control és legítim i lícit. Està a càrrec dels registres de naixement i mort. L'organització es va formar l'1 d'abril de 2003 amb la fusió del servei d'Immigració i Registre de Singapur i les funcions de control de fronteres de Duanes i el Departament d'Impostos Especials.

### Suïssa

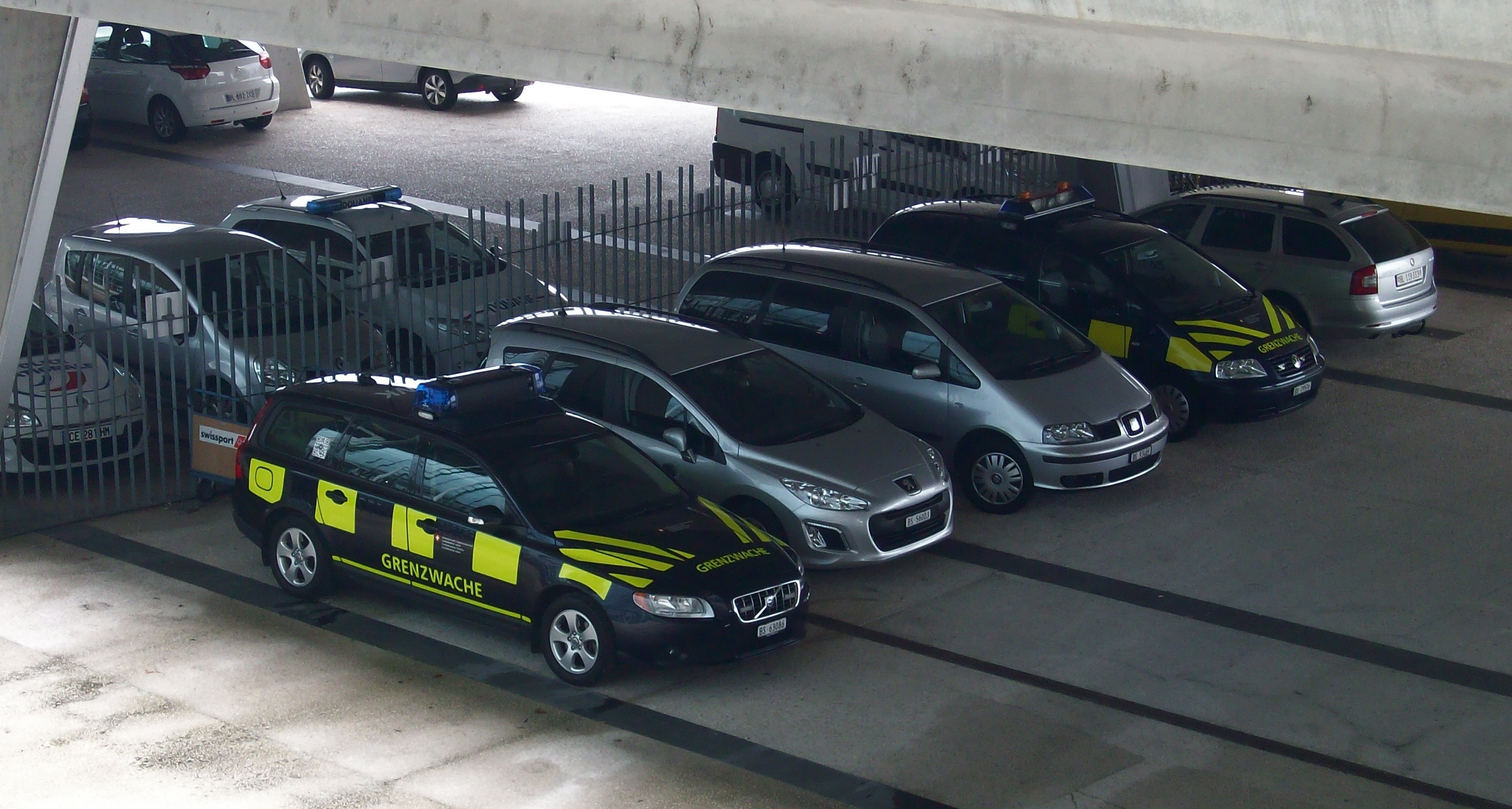
Automoviles de la Guàrdia Fronterera Suïssa en l'Aeroport de Basilea-Mulhouse-Friburg (2014).

Guàrdia fronterera Suïssa (en francès: Corps des gardes-frontière, alemany: Grenzwachtkorps, italià: Corpo delle guardie di confini) és una agència federal de Suïssa d'aplicació de la llei, que actua com a guàrdia de fronteres i duanes per a Suïssa. Es tracta d'una secció uniformada de l'Administració Federal de Duanes, adscrita al Departament Federal d'Hisenda. És la major agència de seguretat civil a nivell federal. Els seus membres estan subjectes al dret penal militar. La Guàrdia Fronterera suïssa és l'instrument de les administracions federals para:
1. Prevenció, intervenció i repressió, en matèria duanera i de migració.
2. Aplicar la seguretat fronterera i les mesures compensatòries nacionals en virtut del tractat de Schengen.
3. Participació en missions internacionals de l'Agència Europea per a la Gestió de la Cooperació Operativa a les Fronteres Exteriors (Frontex).

### Tailàndia
La Policia de la Patrulla Fronterera de Tailàndia és la força paramilitar de Tailàndia responsable de la seguretat fronterera i la contrainsurgencia, i actua com a braç de la llei en conjunt amb Thahan Phran, el braç paramilitar de l'exèrcit tailandès.

### Tadjikistan
Les tropes frontereres, també anomenades el servei de frontera, són la força de seguretat de frontera de Tadjikistan. Funcionant sota l'exèrcit de Tadjikistan, els guàrdies fronterers són entrenats per l'Organització per a la Seguretat i la Cooperació a Europa, juntament amb la Policia Fronterera Afganesa. Un col·legi d'educació superior es troba en el capitoli, Duixanbe, l'Acadèmia de les Tropes de Frontera, i un Centre d'Entrenament de Tropes de Frontera està situat al sud d'ell, en el Districte de Rudaki.
En 2011, les tropes frontereres, juntament amb l'exèrcit nacional i les forces mòbils, van participar en un simulacre militar amb Kirguizstan. El seu objectiu era eliminar a dos grups terroristes a la frontera entre Kirguizstan i Tajikistan. A la fi de 2014, quatre guàrdies fronterers tayikos van ser segrestats dels seus llocs a la frontera amb Afganistan per un grup armat no identificat.

### Uzbekistan
El Servei Fronterer, també anomenat Comitè per a la Protecció Fronterera Estatal del Servei de Seguretat Nacional i la Guàrdia Nacional de Fronteres, és un departament del Servei Nacional de Seguretat i Seguretat Nacional d'Uzbekistan encarregat de la seguretat fronterera, part del Servei de Seguretat des de 2005.

### Vietnam
La Força de Defensa Fronterera de Vietnam (Biên phòng Vaig veureệt Nam) és una branca de l'Exèrcit del Poble de Vietnam i està sota el comandament del Ministeri de Defensa (Vietnam). Té importants funcions en la protecció de la sobirania de Vietnam, mantenint la seguretat a les fronteres terrestres i marítimes. La Força de Defensa Fronterera de Vietnam s'estableix el 3 de març de 1959. Està organitzada en tres nivells: Comando Nacional, Comando Provincial i Lloc Local.